# Panophthalmitis

Das menschliche Auge mit Glaskörper

Eine Panophthalmitis, häufig auch als Panophthalmie oder Pantophthalmie bezeichnet, ist eine Augenvereiterung. Die Infektion des gesamten Auges ist die gefährlichste Erkrankung des Auges. Die zur Infektion führenden Keime können dabei sehr unterschiedlicher Natur sein (siehe Literatur).
Die Panophthalmitis ist zwar eine recht seltene, aber sehr ernste Erkrankung, die häufig den völligen Verlust des Sehvermögens oder sogar des gesamten Auges nach sich zieht. Die operative Entfernung des kranken Auges kann durchgeführt werden, um das andere Auge zu erhalten.

## Die Ätiologie der Panophthalmitis
Ursache für eine Augenvereiterung sind meist schwere Verletzungen des Auges. Hierbei können sehr unterschiedliche Keime eine Infektion im Auge auslösen. Seltener wird sie durch operative Eingriffe (meist durch eine Kataraktoperation, das heißt eine Operation des Grauen Stars) verursacht. Noch seltener sind endogene Auslöser, wie eine Sepsis (Blutvergiftung) oder Pyämie (Blutvergiftung mit mehreren Erregerherden).

## Therapie
Abhängig vom auslösenden Keim erfolgt meist eine intensive lokale und systemische Behandlung. Bei einer posttraumatischen (nach Verletzungen) oder postoperativen (nach Operationen) Panophthalmitis wird oft eine zusätzliche frühzeitige operative Versorgung (Vitrektomie) vorgenommen. Kann die Krankheit nicht in einem frühen Stadium therapiert werden, so ist eine Externation beziehungsweise Enukleation (Exenteratio oculi oder Exenteratio bulbi oder Enucleatio bulbi), das heißt die vollständige Entfernung des betroffenen Augapfels, meist unvermeidbar, um das Augenlicht des zweiten Augapfels zu erhalten.
In der Vergangenheit gab es auch Versuche, die Panophthalimitis mittels Hyperbarer Oxygenierung (HBO) zu therapieren, was für Gasbranderreger auch ein sich anbietendes Verfahren ist. Dieses Verfahren hat sich jedoch gegenüber den etablierten Methoden nicht durchsetzen können.